# Squawk
Squawk är rockbandet Budgies andra studioalbum, släppt år 1972. Albumet innehåller hårdrock och heavy metal. Budgie var vid tiden då albumet släpptes ett kult-band och det nådde inte ut till en bredare publik.

## Låtlista
1. "Whiskey River" (Budgie)  3:27
2. "Rocking Man" (Bourge/Budgie/Shelley)  5:25
3. "Rolling Home Again" (Budgie)  1:47
4. "Make Me Happy" (Budgie)  2:37
5. Hot as a Docker's Armpit (Bourge/Budgie/Shelley)  5:53
6. Drug Store Woman (Budgie)  3:14
7. Bottled (Budgie)  1:57
8. Young Is a World (Bourge/Budgie/Shelley)  8:14
9. Stranded (Budgie)  6:17